# クール・キャッツ
クール・キャッツとは、昭和39年（1964年）に和製ビートルズのキャッチコピーでデビューしたボーカルグループである。
活動当初は主に都内のジャズ喫茶にほぼ毎日出演し、秋元トシオと富士ヒデオがMCで、会場を盛り上げた。徐々にTV出演が多くなり、レギュラー番組も各テレビ局に増えて行った。美空ひばりショー、山田太郎ショー（浅草：国際劇場）、久保浩ショー（大阪：大劇）、日劇ウエスタンカーニバル、ジャズ喫茶などに多数出演した。ボーカルレッスンを和田昭治、ダンスを竹部玲子に師事した。同時期には同じ4人組のジャニーズがいて、若者の人気を二分していた。

## メンバー
当初は渡辺プロダクション系列の東京第一プロダクションに所属し、4名で活動した。メンバーが一人抜けた後、秋元トシオと富士ヒデオが参加し5名のメンバーで活動した。その後、水木一郎が抜け再度4名で活動。東京第一プロダクションは渡辺プロダクション系列から抜け、東京第一プロダクションと第一プロダクションに分裂。その際、所属タレントも2手に別れて所属することになった。クール・キャッツは第一プロダクションに所属。同じ事務所の飯田久彦のバックコーラスなどで活動の後、1964年に歌って踊れるグループ、また、和製ビートルズとしてコロムビアレコードよりレコードデビューを果たす。その際の同期デビューは都はるみ、小林幸子である。
- リーダー： 瀬川 洋一　　1943年（昭和18年）7月1日生まれ
- ボーカル： 川島 フミオ　1944年（昭和19年）5月1日生まれ
- ボーカル： 秋元 トシオ　1945年（昭和20年）6月29日生まれ
- ボーカル： 富士 ヒデオ　1947年（昭和22年）6月27日生まれ

瀬川、川島、秋元、富士の4名でのクール・キャッツとして再スタート
ジャズ喫茶やライブコンサートでは、富士ヒデオの希望によりウエスタンキャラバンがクールキャッツ専属バックバンドとして共にライブ活動した。ウエスタンキャラバンは後にギターの名手・三根信宏（ディック・ミネの三男）を迎え、井上宗孝とシャープファイブとしてレコードデビューする。
- 井上 宗孝（ドラム）
- 古屋 紀（キーボード）
- 三根 信宏（ギター）
- 秋山 功（ベース）
- 前田 旭（サイドギター）

クール・キャッツのバックバンドはウエスタンキャラバンの後、矢野彰とバンビーノに変わりライブ活動。後に「瀬川洋一とクール・キャッツ」としてバンビーノのメンバー、斎藤（ドラム）、鍋島（ギター）、伊藤（ベース）を加え7名で演奏活動。
秋元トシオのソロ「恋の花」でコロムビアレコードからヒット曲を出す。

## レギュラー出演した主なテレビ番組
- 「明日があるさ」　日本テレビ　(1964年4月～)
- 「勝ち抜きエレキ合戦」　フジテレビ　(1965年6月～)
- 「エキサイトショー」　テレビ朝日

## 主な楽曲[2]
- 1964年5月「プリーズ・プリーズ・ミー」（ビートルズ・カバー曲）デビュー曲

訳詞：漣 健児　編曲：和田 昭治
- 1964年5月「恋のスペシャルメール」（作詞・作曲：M WEISS）

訳詞：秋元 近史　編曲：和田 昭治
- 1964年7月「プリーズ・ミスター・ポストマン」（ビートルズ・カバー曲）

訳詞：モリ・マサミ　編曲：和田 昭治
- 1964年7月「若さを歌おう」（ベルト・ケンプフェルト・カバー曲）

訳詞：漣 健児　編曲：大西 修
- 1964年9月「夜ふけのブルース」（サイモンとガーファンクル・カバー曲）

訳詞：安井 かずみ　編曲：和田 昭治
- 1964年9月「ドー・ユー・ラブ・ミー」(作詞・作曲：B GORDY)

訳詞：安井 かずみ　編曲：和田 昭治
- 1964年10月「ダイヤモンドストリート」

作詞：石本 美由起　作曲：和田 香苗　編曲：大西 修
- 1964年11月「マミーナ」

作詞：三浦 康照　作曲：狛林 正一　編曲：和田 昭治
- 1965年3月「もっと寄りそって」（作詞・作曲：T BOYCE HART, W FARRELL）

訳詞：前川 桂介　編曲：和田 昭治
- 1965年3月「滑りこみアウト」（作詞・作曲：P BOONE）

訳詞：岩谷 時子　編曲：和田 昭治
- 1965年4月「ウーマン」 (作詞／作曲：R ARGENT)

訳詞：あらかわ ひろし　編曲：大西 修　
- 1965年4月「ルック・オブ・ラブ」（作詞・作曲：J BARRY, E GREENWICH）

訳詞：漣 健児　編曲：大西 修
- 1965年8月「若い夢」

作詞：水島 哲　作曲：狛林 正一　編曲：大西 修
- 1965年8月「ホット・セブンティーン」

作詞：水島 哲　作曲：狛林 正一　編曲：大西 修
- 1966年2月「涙のクラウン」（作詞・作曲：T LESLIE, L RUSSELL, G LEWIS）

訳詞：漣 健児　編曲：和田 昭治
- 1966年4月「あの娘のスタイル」（作詞・作曲：G LEWIS, A CAPPS, T GARRETT, L RUSSELL）

訳詞：漣 健児　編曲：和田 昭治
- 1966年2月「悲しきパラダイス」（作曲：S DAVIDSON）

訳詞：漣 健児　編曲：和田 昭治
- 1966年4月「孤独の世界」（作詞・作曲：P SIMON）

訳詞：星加 ルミ子　編曲：和田 昭治
- 1966年7月「恋の花」（瀬川 洋一とクール・キャッツ）

作詞：秋元 稔夫　作曲：早川 直隆
- 1966年7月「あの娘の星」（瀬川　洋一とクール・キャッツ）

作詞：モリ・マサミ　作曲：早川 直隆
- 1966年9月「泣くだけさ」（瀬川 洋一とクール・キャッツ）

作詞：秋元 稔夫　作曲：早川 直隆
- 1966年9月「僕の気持ちも知らないで」（瀬川 洋一とクール・キャッツ）

作詞：川島 文雄　作曲：吉田 博久

## 所属事務所「第一プロダクション」での活動

### 主な所属タレント
- 城卓 矢（東京第一プロダクション）
- スリーファンキーズ（東京第一プロダクション）
- 沢 りり子（東京第一プロダクション）
- 紀本 ヨシオ（東京第一プロダクション）
- シャープホークス（東京第一プロダクション）
- 目方 誠（美樹 克彦）（東京第一プロダクション）
- 井上 ひろし
- 飯田 久彦

### クールキャッツに関連するタレント
- 西郷 輝彦
- 桂 銀淑
- 畠山 みどり
- 大木 賢（浜 圭介）
- 島 和彦
- 扇 ひろ子
- 小林 幸子
- 千 昌夫
- 宮 史郎
- 畑中 葉子
- 森口 博子
- 新沼 謙治
- 和田 弘とマヒナスターズ
- 五月 みどり
- 大東 めぐみ
- 内田 あかり
- 裕子と弥生
- 松本 典子
- 山下 直美